# Ксаверій Ліске
Францішек Ксаверій Ліске (пол. Franciszek Ksawery Liske; 18 жовтня 1838, Сльонсково — 27 лютого 1891, Львів) — польський історик і археограф, доктор філософії, професор, ректор Львівського університету (1879—1880), засновник Львівської історичної школи.

## Життєпис
Ксаверій Ліске народився 18 жовтня 1838 р. у Великому князівстві Познанському.
У 1850—1860 рр. навчався у гімназії м. Лешно. Під впливом вчителя Ю. К. Плебанського зацікавився історією. У травні 1860 р. вступив до Вроцлавського університету, де студіював філософію, філологію та історію. Брав участь у семінарах під керівництвом проф. Юнкмана. Особливий вплив на Ксаверія справили лекції поляка проф. В. Цибульського. Брав активну участь в позауніверситетській діяльності: був членом та головою наукового осередку польської молоді в університеті — «Слов'янського Товариства» («Towarzystwo Słowiańskie»).
У 1863 р. під час Січневого повстання виступив як палкий патріот польської державності, як комісар Бидгоського воєводства взяв участь у його підготовці.
З початку 1865 р. продовжив студії в університеті Гумбольдта (Берлін). Був учнем Леопольда фон Ранке, Йоганна Густава Дройзена, Г. Вайтза, Філіппа Яффе т. ін. відомих тогочасних німецьких істориків. Зацікавився Актами Томіціанів та епохою панування короля Сиґізмунда I Старого та зробив перші кроки у науковій роботі.
Науковий Ступінь доктора філософії Ксаверій Ліске здобув у 1867 р. у м. Лейпциг. Інавгураційною працею стало дослідження «Polnische Diplomatie im Jahre 1526. Ein Beitrag zur Geschichte des ungarisch-österreichischen Thronstreites nach der Schlacht bei Mohacs».
У 1868 р. за сприянням проф. Львівського університету Антонія Малецького переїхав до Львова. З січня 1869 р. працював у «Бернардинському архіві» над виданням документів цього архіву під назвою «Akta grodzkie i ziemskie».
Паралельно працював у Львівському університеті де в 1869 р. став приват-доцентом всесвітньої історії, 30 листопада 1871 року заштатним професором, 24 грудня — штатним професором. Протягом 1876—1877 навчального року займав посаду декана філософського факультету, а у 1879—1880 навчальному році — ректора університету. Увесь цей час докладав багато зусиль для утвердження наукового статусу університету у краї. Великою мірою завдяки його заходам відбулась його повна дегерманізація.
Вихований на засадах німецької критичної історичної школи, науковець переніс на львівський ґрунт її дослідницькі методи та виховав тут цілу плеяду талановитих учнів, серед яких, зокрема, Освальд Бальцер, Людвік Фінкель, Ф. Паппе, Станіслав Смолька, Антоній Прохаска, Станіслав Лукас, Ф. Бостель, В. Чермак, К. Ґурський, Александер Семкович та ін. В історичному семінарі історика брали участь також українці, відомо, що його учнями були Корнило Заклинський, О. Калиновський та Михайло Вагилевич.
У зв'язку із погіршенням стану здоров'я у 1883 р. був змушений припинити викладати в університеті. Попри це продовжував активно працювати ще майже десять років. Займався написанням розвідок та рецензій, аналізував та видавав документи архіву і проводив семінари з історії та палеографії.
У 1887 р. за ініціативи Ксаверія Ліске у Львові було закладено Історичне товариство та його друкований орган часопис «Історичний квартальник» («Kwartalnik historyczny»).
У 1890 р. взяв участь у діяльності II З'їзду польських істориків у Львові. Не маючи змоги брати участь у ньому безпосередньо, переказав організаторам реферат, у якому висунув потребу пробудження наукового життя у Галичині шляхом заснування регіональних та локальних Історичних гуртків.
27 лютого 1891 р. життя Ксаверія Ліске обірвалось. Похований на Личаківському цвинтарі у Львові.

## Наукові праці

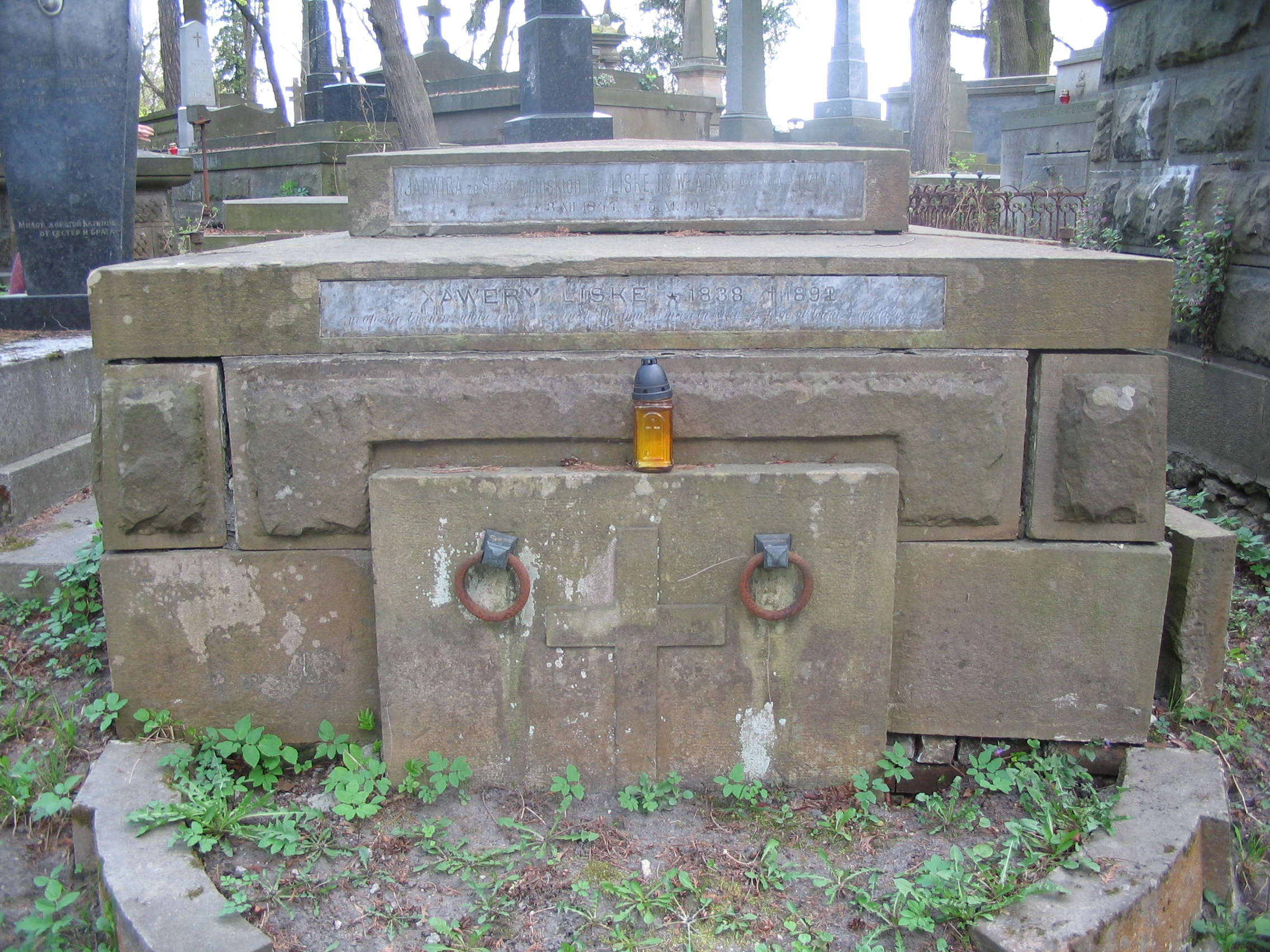
Могила Ксаверія Ліске на Личаківському цвинтарі у Львові

- Marcin Kromer, biskup warmiński — dziejopis wieku XVI. — Poznań 1869.
- Bolesław Chrobry i Otto III w Gnieźnie. — Lwów 1869.
- Austria wobec trzeciego rozbioru Polski. — Lwów 1870.
- Szczerbiec i złote wrota kijowskie. — Kraków 1869.
- Konstytucja 3 maja i mocarstwa niemieckie. — Lwów 1873.
- Cudzoziemcy w Polsce. — Lwów 1876.
- Elekcja w Rzeszy r. 1519. — Warszawa 1876.
- Filip Auril i jego pobyt w Polsce. — Warszawa 1877.